# المالكوها ذو البطن السوداء
المالكوها ذو البطن السوداء (Phaenicophaeus diardi) هو نوع من المالكوها من فصيلة Cuculidae. يُوجد في بروناي، إندونيسيا، ماليزيا، ميانمار، سنغافورة، وتايلاند. موائله الطبيعية هي الغابات المنخفضة الرطبة شبه الاستوائية أو الاستوائية، بما في ذلك أشجار المانجو، والغابات الشبه الاستوائية أو الاستوائية لنبات المانغروف. يُهدد بفقدان الموائل.